# Michał Takeshita
Michał Takeshita (ur. ok. 1594 w Nagasaki w Japonii; zm. 27 listopada 1619, tamże) – błogosławiony Kościoła katolickiego, japoński męczennik, ofiara prześladowań antykatolickich w Japonii.

## Życiorys
Michał Takeshita należał do Bractwa Różańcowego.
W Japonii w okresie Edo (XVII w.) doszło do prześladowań chrześcijan.
Michał Takeshita został ścięty 27 listopada 1619 w Nagasaki za to, że mieszkając na tej samej ulicy co Kosma Takeya Sozaburō, u którego ukrywali się misjonarze Anioł Orsucci i Jan Martínez Cid nie doniósł władzom o miejscu ich pobytu. Tego samego dnia w Nagasaki stracono również wielu innych chrześcijan (m.in. pod tym samym zarzutem Aleksego Nakamura, Antoniego Kimura, Bartłomieja Seki, Jana Iwanaga i Leona Nakanishi).

## Beatyfikacja
Został beatyfikowany w grupie 205 męczenników japońskich przez Piusa IX w dniu 7 lipca 1867 (dokument datowany jest 7 maja 1867).
Dniem jego wspomnienia jest 10 września (w grupie 205 męczenników japońskich).